# Championnat du Guyana de football 2012
Navigation
Saison 2010 Saison 2012-2013
La saison 2012 du Championnat du Guyana de football est la douzième édition du championnat national au Guyana. Les dix formations participantes sont regroupées au sein d'une poule unique où elles s'affrontent une seule fois. Les deux derniers du classement sont relégués en deuxième division en fin de saison.
C'est le club d'Alpha United, double tenant du titre, qui remporte à nouveau la compétition cette saison après avoir terminé en tête du classement final, avec six points d'avance sur Western Tigers FC et sept sur Amelia Ward FC. Il s’agit du troisième titre de champion du Guyana de l'histoire du club.

## Les clubs participants
- Alpha United
- Amelia Ward FC
- Western Tigers FC
- Rosignol United
- Pele FC
- Buxton United
- Victoria Kings FC
- Milerock FC
- Den Amstel FC
- Seawall FC

## Compétition
Le barème de points servant à établir le classement se décompose ainsi :
- Victoire : 3 points
- Match nul : 1 point
- Défaite : 0 point

### Phase régulière
| Rang | Équipe                 | Pts | J | G | N | P | Bp | Bc | Diff |
| ---- | ---------------------- | --- | - | - | - | - | -- | -- | ---- |
| 1    | Alpha UnitedT          | 25  | 9 | 8 | 1 | 0 | 32 | 5  | +27  |
| 2    | Western Tigers FC      | 19  | 9 | 6 | 1 | 2 | 19 | 7  | +12  |
| 3    | Amelia Ward FC         | 18  | 9 | 6 | 0 | 3 | 19 | 17 | +2   |
| 4    | Rosignol United        | 16  | 9 | 5 | 1 | 3 | 21 | 15 | +6   |
| 5    | Den Amstel FC          | 15  | 9 | 4 | 3 | 2 | 16 | 13 | +3   |
| 6    | Pele FC                | 13  | 9 | 4 | 1 | 4 | 14 | 15 | -1   |
| 7    | Milerock FC            | 8   | 9 | 2 | 2 | 5 | 9  | 21 | -12  |
| 8    | Buxton United          | 7   | 9 | 2 | 1 | 6 | 7  | 19 | -12  |
| 9    | Seawall FC             | 5   | 9 | 1 | 2 | 6 | 8  | 16 | -8   |
| 10   | Real Victoria Kings FC | 2   | 9 | 0 | 2 | 7 | 9  | 26 | -17  |

|  | Champion du Guyana 2012         |
|  | Relégation en deuxième division |
|  | T : Tenant du titre             |

## Bilan de la saison
| Championnat du Guyana de football 2012 |                         |
| Champion                               | Alpha United (3e titre) |
| Coupes et trophées                     |                         |
| Vainqueur de la Coupe du Guyana 2012   | Non disputée            |
| Qualifications continentales           |                         |
| CFU Club Championship 2013             | Aucun                   |
| Promotions et relégations              |                         |
| Promus en Super League                 | BV/Triumph United       |
| Promus en Super League                 | Uitvlugt Warriors       |
| Relégués                               | Seawall FC              |
| Relégués                               | Victoria Kings FC       |